# Chemische castratie
Chemische castratie is het gebruik van medicijnen om de werking tegen te gaan van de hormonen die door de teelballen worden afgegeven om het libido te verlagen of om prostaatkanker te behandelen. 
In Nederland werd chemische castratie door het Ministerie van Justitie soms als voorwaarde gesteld voordat pedoseksuele terbeschikkinggestelden geresocialiseerd mogen worden, de laatste keer was in 1955. In Nederland wordt onder andere het middel Androcur gebruikt.
De castratie is omkeerbaar. Sommige mensen zien chemische castratie als een wondermiddel dat opgelegd zou moeten worden aan alle zedendelinquenten. In de praktijk blijkt echter dat de medicatie de hormoonhuishouding wel goed beïnvloedt, maar dat de effecten op de bijhorende gedachten en gedragspatronen niet altijd even groot zijn. Wat de invloed van bloedspiegels van geslachtshormonen op het gedrag is, is onduidelijk. Het is bekend dat testosteronconcentraties een belangrijke rol spelen tijdens de vroege ontwikkeling van de hersenen. Ze zijn medebepalend voor de ontwikkeling van de seksuele geaardheid en de dominantie van een persoonlijkheid. Deze ontwikkelingen zijn niet omkeerbaar zodat deze persoonlijkheidseigenschappen door veranderingen in hormoonspiegels in het latere leven niet of weinig veranderd kunnen worden.